# Francja na Zimowych Igrzyskach Paraolimpijskich 2018
Francja na Zimowych Igrzyskach Paraolimpijskich 2018 – występ kadry sportowców reprezentujących Francję na igrzyskach paraolimpijskich w Pjongczangu w 2018 roku.
W kadrze wystąpiło 12 zawodników, którzy rywalizowali w czterech konkurencjach. Chorążym reprezentacji została wybrana tradycyjnie na 100 dni przed otwarciem igrzysk alpejka Marie Bochet.
Sportowcy zdobyli łącznie 20 medali: 7 złotych, 8 srebrnych i 5 brązowych. Najlepiej spisała się Marie Bochet, która czterokrotnie stanęła na najwyższym stopniu podium. Najlepsza okazała się zjeździe, supergigancie, slalomie gigancie i slalomie. Benjamin Daviet został dwukrotnym mistrzem paraolimpijskim w biathlonie na 7,5 i 12,5 km. W narciarskie biegowym sztafeta zajęła pierwsze miejsce na dystansie 10 km.

## Medaliści
| Medal  | Zawodnik                                         | Dyscyplina            | Konkurencja                    | Data     |
| ------ | ------------------------------------------------ | --------------------- | ------------------------------ | -------- |
| złoto  | Marie Bochet                                     | Narciarstwo alpejskie | Zjazd kobiet                   | 10 marca |
| złoto  | Benjamin Daviet                                  | Biathlon              | 7,5 km mężczyzn                | 10 marca |
| złoto  | Marie Bochet                                     | Narciarstwo alpejskie | Supergigant kobiet             | 11 marca |
| złoto  | Benjamin Daviet                                  | Biathlon              | 12,5 km mężczyzn               | 13 marca |
| złoto  | Marie Bochet                                     | Narciarstwo alpejskie | Slalom gigant kobiet           | 14 marca |
| złoto  | Marie Bochet                                     | Narciarstwo alpejskie | Slalom kobiet                  | 18 marca |
| złoto  | Anthony Chalençon Thomas Clarion Benjamin Daviet | Biegi narciarskie     | Sztafeta otwarta 4 x 2,5 km    | 18 marca |
| srebro | Arthur Bauchet                                   | Narciarstwo alpejskie | Zjazd mężczyzn                 | 10 marca |
| srebro | Arthur Bauchet                                   | Narciarstwo alpejskie | Supergigant mężczyzn           | 11 marca |
| srebro | Benjamin Daviet                                  | Biegi narciarskie     | 20 km stylem dowolnym mężczyzn | 12 marca |
| srebro | Arthur Bauchet                                   | Narciarstwo alpejskie | Superkombinacja mężczyzn       | 13 marca |
| srebro | Frédéric François                                | Narciarstwo alpejskie | Superkombinacja mężczyzn       | 13 marca |
| srebro | Benjamin Daviet                                  | Biathlon              | 15 km mężczyzn                 | 16 marca |
| srebro | Cécile Hernandez                                 | Snowboarding          | Slalom kobiet                  | 16 marca |
| srebro | Arthur Bauchet                                   | Narciarstwo alpejskie | Slalom mężczyzn                | 18 marca |
| brąz   | Frédéric François                                | Narciarstwo alpejskie | Supergigant mężczyzn           | 11 marca |
| brąz   | Thomas Clarion                                   | Biegi narciarskie     | 20 km mężczyzn                 | 12 marca |
| brąz   | Cécile Hernandez                                 | Snowboarding          | Cross kobiet                   | 12 marca |
| brąz   | Anthony Chalençon                                | Biathlon              | 15 km mężczyzn                 | 16 marca |
| brąz   | Frédéric François                                | Narciarstwo alpejskie | Slalom mężczyzn                | 17 marca |

## Reprezentanci

### Kobiety
| Zawodniczka      | Dyscyplina            | Konkurencja     | Podgrupa | Czas                                              | Strata | Miejsce | Źródło |
| ---------------- | --------------------- | --------------- | -------- | ------------------------------------------------- | ------ | ------- | ------ |
| Marie Bochet     | Narciarstwo alpejskie | Zjazd           | LW6/8-2  | 1:30,30                                           | –      | złoto   | [ 7 ]  |
| Marie Bochet     | Narciarstwo alpejskie | Supergigant     | LW6/8-2  | 1:32,83                                           | –      | złoto   | [ 8 ]  |
| Marie Bochet     | Narciarstwo alpejskie | Superkombinacja | LW6/8-2  | DNF                                               | DNF    | DNF     | [ 9 ]  |
| Marie Bochet     | Narciarstwo alpejskie | Slalom gigant   | LW6/8-2  | 2:22,92                                           | –      | złoto   | [ 10 ] |
| Marie Bochet     | Narciarstwo alpejskie | Slalom          | LW6/8-2  | 1:55,46                                           | –      | złoto   | [ 11 ] |
| Cécile Hernandez | Snowboarding          | Cross           | LL-1     | Q: 1:09,09 (Q) PF: B. Huckaby (P) 3M: M. Salt (W) | –      | brąz    | [ 12 ] |
| Cécile Hernandez | Snowboarding          | Slalom          | LL-1     | 56,53                                             | +0,36  | srebro  | [ 13 ] |

### Mężczyźni
| Zawodnik          | Dyscyplina            | Konkurencja              | Podgrupa | Czas                                    | Strata       | Miejsce | Źródło |
| ----------------- | --------------------- | ------------------------ | -------- | --------------------------------------- | ------------ | ------- | ------ |
| Arthur Bauchet    | Narciarstwo alpejskie | Zjazd                    | LW3      | 1:26,29                                 | +0,84        | srebro  | [ 14 ] |
| Arthur Bauchet    | Narciarstwo alpejskie | Supergigant              | LW3      | 1:26,64                                 | +1,81        | srebro  | [ 15 ] |
| Arthur Bauchet    | Narciarstwo alpejskie | Superkombinacja          | LW3      | 2:10,88                                 | +0,32        | srebro  | [ 16 ] |
| Arthur Bauchet    | Narciarstwo alpejskie | Slalom gigant            | LW3      | DNF                                     | DNF          | DNF     | [ 17 ] |
| Arthur Bauchet    | Narciarstwo alpejskie | Slalom                   | LW3      | 1:36,50                                 | +0,39        | srebro  | [ 18 ] |
| Jordan Broisin    | Narciarstwo alpejskie | Zjazd                    | LW4      | 1:30,74                                 | +5,29        | 14.     | [ 14 ] |
| Jordan Broisin    | Narciarstwo alpejskie | Supergigant              | LW4      | 1:32,57                                 | +7,74        | 20.     | [ 15 ] |
| Jordan Broisin    | Narciarstwo alpejskie | Superkombinacja          | LW4      | DNF                                     | DNF          | DNF     | [ 16 ] |
| Jordan Broisin    | Narciarstwo alpejskie | Slalom gigant            | LW4      | DNF                                     | DNF          | DNF     | [ 17 ] |
| Jordan Broisin    | Narciarstwo alpejskie | Slalom                   | LW4      | 1:50,66                                 | +14,55       | 14.     | [ 18 ] |
| Anthony Chalençon | Biathlon              | 7,5 km                   | B1       | 23:47,8                                 | +3:56,8      | 11.     | [ 19 ] |
| Anthony Chalençon | Biathlon              | 12,5 km                  | B1       | 42:12,0                                 | +2:48,3      | 5.      | [ 20 ] |
| Anthony Chalençon | Biathlon              | 15 km                    | B1       | 46:32,8                                 | +1:19,9      | brąz    | [ 21 ] |
| Anthony Chalençon | Biegi narciarskie     | 20 km stylem dowolnym    | B1       | 52:17,3                                 | +6:14,9      | 7.      | [ 22 ] |
| Thomas Clarion    | Biegi narciarskie     | 20 km stylem dowolnym    | B1       | 47:24,4                                 | +1:22,0      | brąz    | [ 22 ] |
| Thomas Clarion    | Biegi narciarskie     | Sprint stylem klasycznym | B1       | Q: 3:55,56 (8., Q) PF: 4:43,8 (4.)      | +27,60 +22,4 | 8.      | [ 23 ] |
| Thomas Clarion    | Biegi narciarskie     | 10 km stylem klasycznym  | B1       | 25:01,1                                 | +1:43,3      | 4.      | [ 24 ] |
| Benjamin Daviet   | Biathlon              | 7,5 km                   | LW2      | 17:56,6                                 | –            | złoto   | [ 25 ] |
| Benjamin Daviet   | Biathlon              | 12,5 km                  | LW2      | 35:25,3                                 | –            | złoto   | [ 26 ] |
| Benjamin Daviet   | Biathlon              | 15 km                    | LW2      | 42:50,5                                 | +58,3        | srebro  | [ 27 ] |
| Benjamin Daviet   | Biegi narciarskie     | 20 km stylem dowolnym    | LW2      | 46:48,9                                 | +1:56,5      | srebro  | [ 28 ] |
| Thomas Dubois     | Biathlon              | 7,5 km                   | B1       | 24:04,3                                 | +4:13,3      | 13.     | [ 19 ] |
| Thomas Dubois     | Biathlon              | 12,5 km                  | B1       | 50:53,0                                 | +11:29,3     | 11.     | [ 20 ] |
| Thomas Dubois     | Biathlon              | 15 km                    | B1       | 51:15,0                                 | +6:02,1      | 9.      | [ 21 ] |
| Thomas Dubois     | Biegi narciarskie     | Sprint stylem klasycznym | B1       | Q: 4:06,73 (11.)                        | +38,77       | 11.     | [ 23 ] |
| Thomas Dubois     | Biegi narciarskie     | 10 km stylem klasycznym  | B1       | 27:37,0                                 | +4:19,2      | 10.     | [ 24 ] |
| Frédéric François | Narciarstwo alpejskie | Zjazd                    | LW11     | 1:26,82                                 | +2,71        | 6.      | [ 29 ] |
| Frédéric François | Narciarstwo alpejskie | Supergigant              | LW11     | 1:26,98                                 | +1,15        | brąz    | [ 30 ] |
| Frédéric François | Narciarstwo alpejskie | Superkombinacja          | LW11     | 2:12,91                                 | +1,32        | srebro  | [ 31 ] |
| Frédéric François | Narciarstwo alpejskie | Slalom gigant            | LW11     | DNF                                     | DNF          | DNF     | [ 32 ] |
| Frédéric François | Narciarstwo alpejskie | Slalom                   | LW11     | 1:42,03                                 | +2,21        | brąz    | [ 33 ] |
| Julien Roulet     | Snowboarding          | Cross                    | UL       | Q: 1:06,08 (14., Q) 1/8: S. Patmore (P) | +5,96        | 14.     | [ 34 ] |
| Julien Roulet     | Snowboarding          | Slalom                   | UL       | 58,31                                   | +7,54        | 16.     | [ 35 ] |
| Yohann Taberlet   | Narciarstwo alpejskie | Zjazd                    | LW12-1   | 1:26,23                                 | +2,12        | 4.      | [ 29 ] |
| Yohann Taberlet   | Narciarstwo alpejskie | Supergigant              | LW12-1   | 1:27,46                                 | +1,63        | 6.      | [ 30 ] |
| Yohann Taberlet   | Narciarstwo alpejskie | Superkombinacja          | LW12-1   | 2:16,70                                 | +5,11        | 5.      | [ 31 ] |
| Yohann Taberlet   | Narciarstwo alpejskie | Slalom gigant            | LW12-1   | DNF                                     | DNF          | DNF     | [ 32 ] |
| Yohann Taberlet   | Narciarstwo alpejskie | Slalom                   | LW12-1   | DNF                                     | DNF          | DNF     | [ 33 ] |

### Sztafety
| Zawodnik                                         | Dyscyplina        | Konkurencja                 | Czas    | Strata | Miejsce | Źródło |
| ------------------------------------------------ | ----------------- | --------------------------- | ------- | ------ | ------- | ------ |
| Anthony Chalençon Thomas Clarion Benjamin Daviet | Biegi narciarskie | Sztafeta otwarta 4 x 2,5 km | 22:46,6 | –      | złoto   | [ 36 ] |